# Lantana strigosa
Lantana strigosa là một loài thực vật có hoa trong họ Cỏ roi ngựa. Loài này được (Griseb.) Urb. mô tả khoa học đầu tiên năm 1912.